# Greg Lake
Gregory Stuart "Greg" Lake (Poole, 10 de novembro de 1947 – Dorset, 7 de dezembro de 2016) foi um músico inglês, membro fundador dos King Crimson e dos Emerson, Lake & Palmer. Algumas das mais conhecidas canções dos ELP são de sua autoria, como "Lucky Man", "The Sage",  From the Beginning" e "Still... You Turn Me On".

## Biografia

### 1960s: início de carreira, The Gods e King Crimson
Nascido em Poole, Dorset, Inglaterra, Lake interessou-se desde cedo pelo mundo da música. Enquanto ainda estava na escola, compôs o que viria a ser um dos maiores hits dos Emerson, Lake & Palmer, "Lucky Man". Greg se juntou a uma banda chamada "Teak And The Smokey", de sua cidade natal, fazendo sucesso em Dorset, gastando até 6 meses numa tour pela Europa. Em 1968, Greg Lake foi membro de uma banda chamada The Gods, junto com futuros membros do Uriah Heep. Lake deixou a banda em 1968 antes deles lançarem seu primeiro álbum.
Lake tinha um velho amigo de escola, Robert Fripp, que tinha recentemente se mudado para Londres. Fripp convidou Lake para participar de uma nova banda, que vieram a ser os famosos King Crimson, Giles, Giles, and Fripp, que estavam procurando novos rumos após o fracasso de seu álbum de estreia. No inicio, tanto Fripp como Lake tocavam guitarra, mas para dar diversidade aos King Crimson, Lake trocou de instrumento, passando a tocar baixo.
Para o álbum de estreia dos King Crimson, In the Court of the Crimson King, Greg Lake ajudou como compositor e cantor. Mesmo o álbum vindo a ser produzido por Tony Clarke, foi Lake que primeiramente o produziu, depois que Tony Clarke ter dito que não estava entendendo o real objetivo musical da banda, se afastando da produção.
King Crimson entrou então em tour na América do Norte junto com os The Nice (cujo teclista era Keith Emerson). Após esse tour, em abril de 1970, Greg Lake deixou os King Crimson para formar os Emerson, Lake & Palmer, junto com Keith Emerson nos teclados e Carl Palmer, proveniente dos Atomic Rooster e do Crazy World of Arthur Brown, para a bateria. Apesar de sua saída dos King Crimson, Lake ajudou ainda na composição do segundo álbum da banda In the Wake of Poseidon.

### 1970s: Emerson, Lake & Palmer
Após sua fundação em 1970, os Emerson, Lake & Palmer fizeram um estrondoso sucesso de vendas (somando mais de 40 milhões de cópias vendidas) e contribuindo significativamente para o sucesso e evolução do rock progressivo. Lake contribuiu muito para as composições da banda, com canções como "Lucky Man" (Emerson, Lake & Palmer), "The Sage" (Pictures at an Exhibition), "From the Beginning" (Trilogy), "Still... You Turn Me On" (Brain Salad Surgery) e "C'est la vie" (Works Volume I). Lake tornou-se famoso por seu Christmas number two single, "I Believe in Father Christmas" em 1975 que foi depois incluído no álbum dos Emerson, Lake & Palmer, Works Volume II.

### 1980s: Asia e carreira solo
Após o término dos ELP, Greg Lake fez um tour com os Asia em 1983, substituindo John Wetton, lançando também dois álbuns solo, Greg Lake (1981) e Manoeuvres (1983), entrando em tour em meados dos anos 80. Em 1986, Greg Lake reuniu-se novamente com Keith Emerson e com Cozy Powell (substituindo Carl Palmer, que então fazia parte dos Asia), lançando o disco "Emerson, Lake and Powell", uma espécie de continuação da velha banda.

### 1990s: Emerson, Lake & Palmer novamente
Os ELP acabam por se reunir novamente no inícios dos anos 90, tocando em circuitos de rock progressivo, e lançando dois novos álbuns, Black Moon e In the Hot Seat. A banda acabou por se dissolver novamente em 1998, devido a problemas internos do grupo.

### 2000s: Trabalho recente e Greg Lake band
Após a dissolução dos ELP, Greg Lake esteve afastado da cena musical, apesar de tocar com artistas famosos como os The Who e Ringo Starr.
Em outubro de 2005 Greg Lake entrou em tour na Grã-Bretanha com sua nova banda, "Greg Lake Band". O grupo recebeu bom reconhecimento pela critica. A banda continha David Arch nos teclados, Florian Opahle na guitarra, Trevor Barry no baixo, e Brett Morgan na bateria. Um DVD duplo foi lançado pela Warner Bros/Classic Pictures no início de 2006, com um Greg Lake refortalecido, sua voz agora mais grossa e alta que antes. A Greg Lake Band estava pronta para um novo tour em setembro de 2006, porém ele foi cancelado devido a "problemas de gerenciamento"
Lake tocou "Karn Evil 9" com a Trans Siberian Orchestra no Nassau Coliseum no Uniondale Long Island, New York, em 20 de dezembro de 2006, no Continental Airlines Arena no East Rutherford, New Jersey em 21 de dezembro de 2006 e no Quicken Loans Arena, em Cleveland, Ohio, em 30 de dezembro de 2007.
Lake tocou "Lucky Man" com os Jethro Tull no seu primeiro show no Royal Festival Hall em Londres, no dia 28 de maio de 2008. Em novembro, os U2 gravaram 'I Believe in Father Christmas' para marcar o lançamento de (RED)Wire.

### Morte
Greg Lake morreu em 7 de dezembro de 2016, após uma longa batalha contra o câncer.

## Discografia com o King Crimson
- In the Court of the Crimson King (outubro de 1969); US #28 UK #3 Gold
- In the Wake of Poseidon (maio de 1970); US #31 UK #4
- Epitaph (1997, recorded 1969)

### Emerson,Lake & Palmer, álbuns de estúdio
| Ano  | Título                 | Billboard album 200 | UK Top 100 | RIAA | BPI   |
| ---- | ---------------------- | ------------------- | ---------- | ---- | ----- |
| 1970 | Emerson, Lake & Palmer | 18                  | 4          | Ouro | -     |
| 1971 | Tarkus                 | 9                   | 1          | Ouro | -     |
| 1972 | Trilogy                | 5                   | 2          | Ouro | -     |
| 1973 | Brain Salad Surgery    | 11                  | 2          | Ouro | Ouro  |
| 1977 | Works, Vol. 1          | 12                  | 9          | Ouro | Ouro  |
| 1977 | Works, Vol. 2          | 37                  | 20         | Ouro | -     |
| 1978 | Love Beach             | 55                  | 48         | Ouro | Prata |
| 1992 | Black Moon             | 78                  | -          | -    | -     |
| 1994 | In the Hot Seat        | -                   | -          | -    | -     |

### Emerson,Lake & Palmer, álbuns ao vivo
| Ano  | Título                                                                                              | Billboard album 200 | UK Top 100 | RIAA | BPI   |
| ---- | --------------------------------------------------------------------------------------------------- | ------------------- | ---------- | ---- | ----- |
| 1971 | Pictures at an Exhibition                                                                           | 10                  | 3          | Ouro | Prata |
| 1974 | Welcome Back My Friends to the Show That Never Ends... Ladies and Gentlemen, Emerson, Lake & Palmer | 4                   | 5          | Ouro | -     |
| 1979 | In Concert                                                                                          | 73                  | -          | -    | -     |
| 1993 | Live at the Royal Albert Hall                                                                       | -                   | -          | -    | -     |
| 1993 | Works Live                                                                                          | -                   | -          | -    | -     |
| 1997 | Live at the Isle of Wight Festival 1970                                                             | -                   | -          | -    | -     |
| 1997 | Live in Poland                                                                                      | -                   | -          | -    | -     |
| 1997 | King Biscuit Flower Hour Presents: Greatest Hits Live                                               | -                   | -          | -    | -     |
| 1998 | Then & Now                                                                                          | -                   | -          | -    | -     |
| 2001 | The Original Bootleg Series from the Manticore Vaults: Volume One                                   | -                   | -          | -    | -     |
| 2001 | The Original Bootleg Series from the Manticore Vaults: Volume Two                                   | -                   | -          | -    | -     |
| 2002 | The Original Bootleg Series from the Manticore Vaults: Volume Three                                 | -                   | -          | -    | -     |
| 2006 | The Original Bootleg Series from the Manticore Vaults: Volume Four                                  | -                   | -          | -    | -     |

## Discografia solo

### Álbuns
- 1981 Greg Lake US #62; UK #62
- 1983 Manoeuvres
- 1995 King Biscuit Flower Hour Presents Greg Lake In Concert
- 1997 The Greg Lake Retrospective: From The Beginning
- 1998 From The Underground: The Official Bootleg
- 2000 Live
- 2002 Nuclear Attack
- 2007 Greg Lake (compilação)